# Otto Hanzlíček
Otto Hanzlíček (18. června 1911 Ústí nad Labem, Rakousko-Uhersko – 10. října 1940 Ellesmere Port, Spojené království) byl československý vojenský letec, účastník bitev o Francii a Británii, příslušník 312. československé stíhací perutě RAF.

## Život
Narodil se 18. června 1911 Václavovi a Růženě Hanzlíčkovým, měl o tři roky starší sestru Jiřinu (provd. Hanauerová). Otec byl obuvníkem, matka po otcově odchodu do 1. světové války pracovala jako posluhovačka a uklízečka v bance. Rodina žila v dnešní ulici Králova výšina (dříve V Pískovně) v domě čp. 21. Otto se od dětství přátelil s pozdějším odbojářem Otou Králem (r. 1943 popraven v Berlíně), po němž je pojmenována výše zmíněná ulice. Cvičili spolu v Sokole, hráli divadlo, spoluzakládali v Ústí nad Labem skautský oddíl.

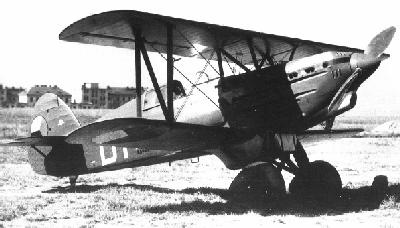
Avia B.534

### Československé letectvo
Otto se vyučil strojním zámečníkem na Všeobecné živnostenské škole pokračovací, v roce 1930 se dobrovolně přihlásil k československému letectvu. Pilotní výcvik absolvoval v prostějovské Škole pro odborný dorost letectva, po jeho ukončení v roce 1932 byl jako pilot dvoumístného letounu přiřazen k 15. letce 4. leteckého pluku v Hradci Králové. V roce 1934 byl v hodnosti svobodníka převelen do leteckého pluku č. 3 generála-letce M. R. Štefánika ve Vajnorech. Následně prošel stíhacím výcvikem, byl povýšen na četaře a létal na dvojplošnících Avia B.534 u 37. stíhací letky ve Vajnorech a Piešťanech. V roce 1938 ze Slovenska odešel a krátce pak působil ve Státním výzkumném leteckém ústavu v Praze-Letňanech. Jako pilot československého letectva nalétal 812 hodin a 28 minut během 3853 letů.

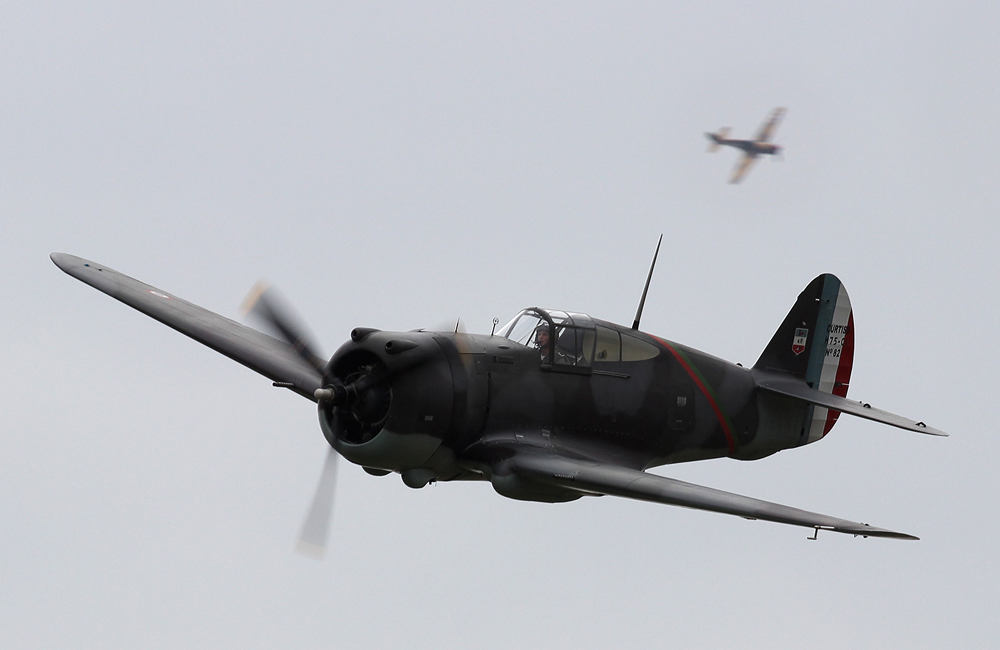
Curtiss Hawk 75C.1

### Francie
Po obsazení Československa odjel Otto Hanzlíček nejprve do Polska (9. 6. 1939), odtud pak 26. 7. 1939 odplul do Francie. Tady musel nejprve vstoupit do cizinecké legie, po vyhlášení války Německu byl jeho závazek zrušen a následně byl přiřazen k francouzské elitní letce Lafayette. Jako doprovodný stíhač bombardérů létal na Curtiss Hawk 75C.1 více než sedm měsíců u 3. eskadrilly "Sioux" stíhací skupiny GC II/5 – absolvoval 113 letů (100 hodin a 30 minut), přímo v boji strávil během 28 letů 44 hodin a 55 minut. První německý letoun, bombardér Dornier 17P, sestřelil 23. 4. 1940, 11. 5. 1940 zničil Heinkel 111. Messerschmitt 109 se mu podařilo zasáhnout v leteckém souboji 18. 5. 1940, sám byl však sestřelen jedním z nejúspěšnějších stíhačů Luftwaffe Güntherem Rallem (šlo o jeho první úspěšný sestřel) – zachránil se s pomocí padáku, vyvázl jen s lehkým zraněním. Těžce poškozeno bylo Hanzlíčkovo letadlo také 6. 6. 1940, tehdy se mu však podařilo nouzově přistát na letišti.
Po francouzské kapitulaci přeletěl 20. 6. 1940 se svou jednotkou přes Středozemní moře do Alžíru, přes Casablanku a Gibraltar následně zamířil do Anglie.

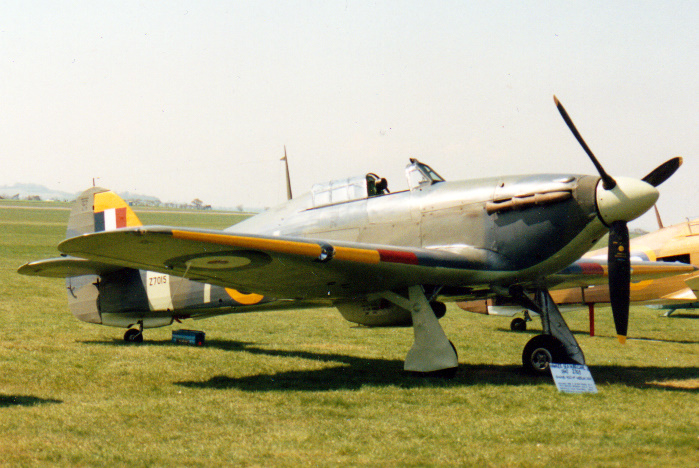
Hawker Hurricane Mk.I

### Spojené království
15. 8. 1940 složil přísahu anglickému králi a vstoupil do Royal Air Force (RAF), 19. 9. 1940 se stal s hodností Sergeant pilotem 312. československé stíhací perutě v Duxfordu. Po týdnu se s jednotkou přesunul do Speke u Liverpoolu, který měli bránit před nálety Luftwaffe.
Otto Hanzlíček zahynul 10. 10. 1940 během cvičného letu, jeho smrt byla první ztrátou 312. československé stíhací perutě. Motor jeho nového Hurricanu Mk.I L1547 se vznítil a on musel letadlo opustit. Dopadl však do rozbahněného koryta řeky Mersey nedaleko Liverpoolu a utonul. Jeho tělo bylo nalezeno až 1. 11. 1940 ve Widnesu, 5. 11. 1940 byl pohřben na liverpoolském hřbitově West Derby. Na jeho hrobě č. 11-RC-392 je kamenný obelisk s vytesaným československým lvem.

## Vyznamenání a ocenění
Otto Hanzlíček byl za své bojové zásluhy vyznamenán  Československým válečným křížem,  Československou medailí Za chrabrost a francouzským válečným křížem  Croix de Guerre s palmou. Jeho jméno je umístěno na pamětní desce letců padlých v bitvě o Británii v muzeu RAF v Hendonu. Je držitelem Junáckého zlatého kříže a ústecký skautský oddíl nese od roku 1990 jeho jméno. V roce 1991 byl in memoriam mimořádně povýšen do hodnosti plukovníka v. v. V roce 1992 přejmenovalo na jeho počest město Ústí nad Labem ulici 9. května na ulici Hanzlíčkovu a v květnu 2003 byl jeho jménem pokřtěn jeden z autobusů ústecké městské hromadné dopravy. Na podzim 2006 bylo Otto Hanzlíčkovi uděleno čestné občanství města Ústí nad Labem.